# Rudolf Leonhard

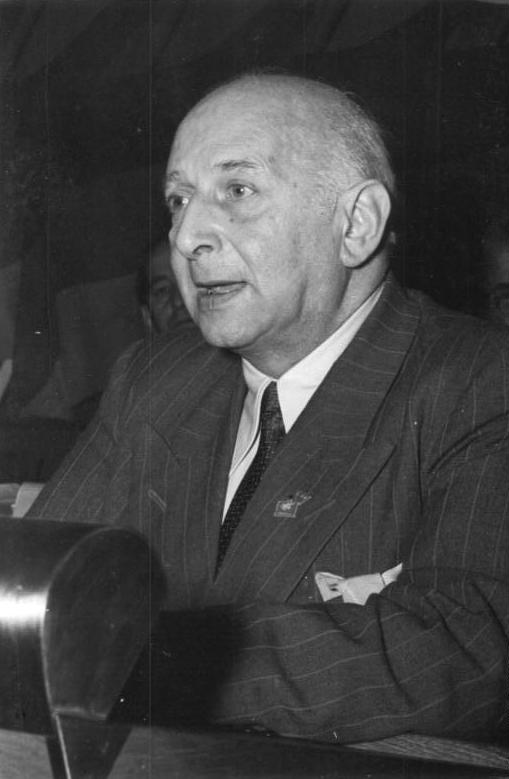
Rudolf Leonhard, 1951

Rudolf Leonhard, auch Rudolf Leonhardt (* 27. Oktober 1889 in Lissa; † 19. Dezember 1953 in Ost-Berlin) (Alternativnamen: Raoul Lombat (nom de guerre), Roger Lehardon, Robert Lewandowski, Robert Lanzer) war ein deutscher Schriftsteller und Kommunist.

## Leben
Leonhard entstammte einer Rechtsanwaltsfamilie und studierte selbst Rechtswissenschaften und Philologie in Berlin und Göttingen. 1914 meldete er sich als Kriegsfreiwilliger und nahm am Ersten Weltkrieg teil. Er wandelte sich im Kriegsverlauf von einem Befürworter zu einem entschiedenen Gegner des Krieges und kam vor ein Kriegsgericht.
Leonhard trat 1918 in die USPD ein und beteiligte sich 1918/19 als Anhänger von Karl Liebknecht und Rosa Luxemburg aktiv an revolutionären Kämpfen. 1919 trat er der KPD bei, die er 1921 wieder verließ, um sich der linkskommunistischen KAPD anzuschließen, aus der er nach einem Jahr wieder austrat. 1918 heiratete er Susanne Köhler, die später als Schriftstellerin Susanne Leonhard bekannt wurde; die Ehe wurde nach einem Jahr wieder geschieden.
Seit 1919 freischaffend, war er Autor der Weltbühne und arbeitete für den Verlag Die Schmiede als Lektor und Herausgeber u. a. der bedeutenden Reportagereihe „Außenseiter der Gesellschaft“. Ende November 1925 initiierte er die Gruppe 1925 und leitete sie. Diese Gruppe war ein loser Zusammenschluss von 39 vorwiegend linken deutschen Schriftstellern und Künstlern (darunter Bertolt Brecht, Alfred Döblin, Albert Ehrenstein, Leonhard Frank, Walter Hasenclever, Walter Mehring und Kurt Tucholsky). Nach Differenzen über das Profil der Gruppe erklärte Leonhard im Januar 1927 seinen Austritt.
Im März 1928 übersiedelte er auf Einladung seines Freundes Walter Hasenclever nach Paris und lebte dort bis 1934 in dessen Wohnung. Am 15. September 1935 heiratete Leonhard die Französin Yvette Prost (1896–1963). Die Sekretärin im Rathaus von Marseille wurde unter ihrem Namen Yvette Prost-Leonhard nach dem Ausbruch des Zweiten Weltkriegs zu einer wichtigen Unterstützerin der in Marseille lebenden Emigranten, und auch Leonhard selber konnte nur durch die Unterstützung seiner Ehefrau die Zeit der Verfolgung und Internierung überstehen.
Im April 1933 beteiligte sich Leonhard an der Gründung der „Ligue des Combattants de la Paix“ und wurde mit Albert Einstein Präsident der deutschen Sektion. Im Zuge der Gleichschaltung ging am 31. Juli 1933 der „Schutzverband Deutscher Schriftsteller“ im „Reichsverband Deutscher Schriftsteller“ auf; Leonhard initiierte die Gründung des Schutzverbandes Deutscher Schriftsteller im Ausland und war ab dessen Gründung am 30. Oktober 1933 dessen französischer Sektionsvorsitzender. Am 29. März 1934 veröffentlichte der Deutsche Reichsanzeiger die zweite Ausbürgerungsliste des Deutschen Reichs, durch welche er ausgebürgert wurde. Seine Erlebnisse einer Reise nach Spanien während des Spanischen Bürgerkriegs 1937 verarbeitete er im Erzählungsband Der Tod des Don Quijote.
1939 bis 1944 wurde er im Lager Le Vernet interniert. 1941 setzten sich einflussreiche französische Persönlichkeiten für Leonhard ein und baten um seine Entlassung, die aber nicht erfolgte. Später wurde er in das Geheimgefängnis Castres gebracht, konnte allerdings flüchten, wurde zurückgebracht und flüchtete erneut. Während dieser Aufenthalte in Castres verbreitete sich unter den Emigranten die Nachricht, Leonhard sei an die Deutschen ausgeliefert und exekutiert worden. In New York wurde daraufhin eine Rudolf-Leonhard-Gedenkfeier veranstaltet, bei der Alfred Kantorowicz einen Nachruf hielt.
Nach seiner Flucht aus Castres fand Leonhard dank seines Freundes Botho Laserstein Unterschlupf in der Benediktinerabtei En-Calcat in dem Städtchen Dourgne. Seinen Aufenthalt in En-Calcat hat Leonhard in einem Gedicht festgehalten:

„Ich sitze atemstill im Klostergarten./Der Wind streicht süß. Die Wanderung scheint zu Ende./Ich sehe meine unbewegten Hände,/die gestern noch von Kot und Dornen starrten,/auf Büchern ruhn. Ich kann die Zeit
verwarten. […]/Die Sonne senkt mir sanft die Augenlider,/wie einem Kranken, krank an Krieg und Zeit,/Gefangenschaft und Flucht. Die sinken weit./Wie ein Genesender komme ich wieder./Das Blut steigt ruhig in mir auf und nieder. […]“

In En-Calcat erhielt Leonhard Ende September 1943 falsche Ausweispapiere, die ihm „dann den weiteren Weg durch das besetzte Frankreich ermöglichten. Ende Oktober 1943 war Rudolf Leonhard wieder als illegaler Flüchtling in Marseille“.
Als Mitglied der Widerstandsbewegung in Frankreich veröffentlichte Leonhard unter den Pseudonymen Raoul Lombat, Roger Lehardon, Robert Lewandowski und Robert Lanzer Widerstandsgedichte und verfasste Flugblätter. Nach der Befreiung Frankreichs kehrte er 1944 nach Paris zurück. Dort begegnete er 1945 Eva Steinschneider, die mit ihrer Tochter zusammenwohnte. Zwischen Steinschneider und Leonhard entstand eine Beziehung, in deren Folge Leonhard sie von der Notwendigkeit überzeugte, „nach Deutschland zurückzukehren und im Rahmen der KPD für den Wiederaufbau zu arbeiten“.
1947 nahm Leonhard am Ersten Deutschen Schriftstellerkongress teil und übersiedelte 1950, bereits schwer erkrankt, nach Ost-Berlin (DDR). Als sogenannter Westemigrant und juristischer Vater von Wolfgang Leonhard (1921–2014) spielte er im literarischen Leben der DDR trotz Fürsprache zahlreicher Freunde und des Eintritts in die SED nur eine untergeordnete Rolle.

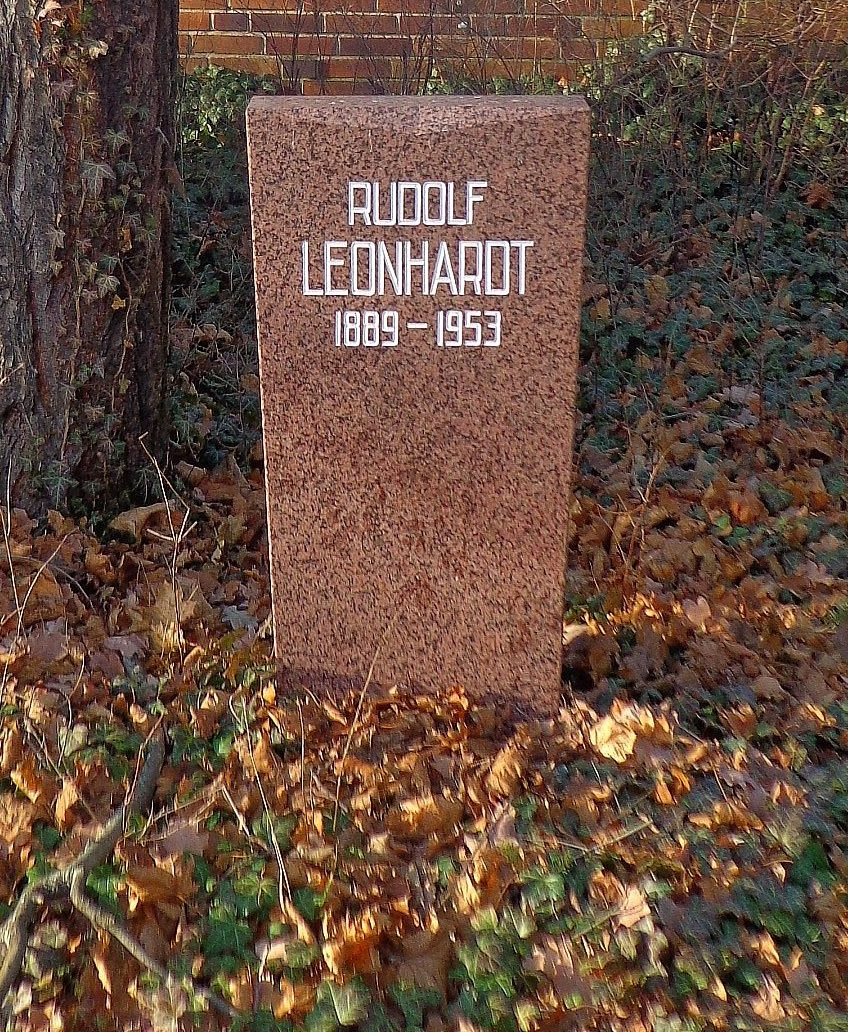
Grabstätte

Er schrieb zunächst expressionistische Lyrik, später realistische Lyrik, Dramen und Erzählungen, ferner Essays und Übersetzungen.
Leonhards Urne wurde in der Gräberanlage „Pergolenweg“ des Zentralfriedhofs Friedrichsfelde in Berlin beigesetzt. Aus diesem Anlass verfasste Kantorowicz seinen zweiten und nun endgültigen Nachruf auf Leonhard, der mit den Worten endete: „Wir sind ihm viel schuldig geblieben.“ Kantorowicz bezog diesen Satz auch ausdrücklich auf Leonhards Retter Botho Laserstein, weil es ihm wichtig erschien, „die Namen solcher Männer der Vergessenheit zu entreißen“.

## Ehrungen
Im Dresdner Hechtviertel, in Berlin-Marzahn und Nordhausen trägt jeweils eine Straße seinen Namen.

## Werke
- Grundfragen der englischen Volkswirtschaft. Gemeinsam mit Theodor Vogelstein,  Edgar Jaffé u. Moritz Julius Bonn (1913)
- Angelische Strophen (1913)
- Der Weg durch den Wald (Gedichte) (1913)
- Barbaren (Balladen) (1914)
- Über den Schlachten (Gedichte) (1914)
- Äonen des Fegefeuers (Aphorismen) (1917)
- Bemerkungen zum Reichsjugendwehrgesetz (1917)
- Beate und der große Pan (Roman) (1918)
- Katilinarische Pilgerschaft (Gedichte) (1919)
- Kampf gegen die Waffe (Rede) (1919)
- Briefe an Margit (Gedichte) (1919)
- Das Chaos (Gedichte) (1919)
- Die Vorhölle (Tragödie) (1919)
- Gedichte über das Thema ‚Mutter‘ (1920)
- Alles und Nichts! (Aphorismen) (1920)
- Spartakus-Sonette (1921)
- Die Ewigkeit dieser Zeit. Eine Rhapsodie gegen Europa (1924)
- Segel am Horizont (Drama) (1925)
- Das nackte Leben (Gedichte) (1925)
- Das Wort (ein sinnliches Wörterbuch der deutschen Sprache, 1932)
- Der Tod des Don Quijote (Geschichten aus dem Spanischen Bürgerkrieg, 1938)
- Le Vernet (Gedichtzyklus, entstanden 1939–44)
- In derselben Nacht (Das Traumbuch des Exils, entstanden 1939–44)
- Geiseln (Tragödie, 1945, dt. 1946)
- Unsere Republik (Aufsätze und Gedichte, 1951).
- Werkausgabe in vier Bänden (1961 ff.)

## Filmografie
- 1920: Das Haus zum Mond
- 1927: Die Liebe der Jeanne Ney
- 1929: Tagebuch einer Verlorenen

## Hörspiele
- 1950: Der 38. Breitengrad – Regie: Werner Stewe (Berliner Rundfunk)
- 1963: Orpheus – Regie: Renate Thormelen (Rundfunk der DDR)